# Michael Iver Peterson
Michael Iver Peterson (* 23. Oktober 1943 bei Nashville, Tennessee) ist ein US-amerikanischer Schriftsteller und wegen Totschlags Verurteilter.

## Leben
Peterson ist Sohn australischer Einwanderer und studierte an der Duke University in seinem späteren Wahlheimatort Durham, USA, zunächst Politikwissenschaft. Anschließend besuchte er an der University of North Carolina im benachbarten Chapel Hill einzelne Seminare in Rechtswissenschaft.
Nach seinem Studium arbeitete Peterson einige Jahre für das Verteidigungsministerium der Vereinigten Staaten und heiratete seine erste Frau, Patricia Sue. Er trat schließlich den Marines bei und diente ein Jahr lang in Vietnam. Nach einem schweren Verkehrsunfall als Militärpolizist während eines Einsatzes in Japan wurde er 1971 im Rang eines Captain aus dem aktiven Dienst ehrenhaft entlassen.
Gemeinsam mit seiner ersten Frau zog Peterson daraufhin nach Gräfenhausen, wo sie am Luftwaffenstützpunkt der US Air Force als Grundschullehrerin tätig war. Hier kamen auch seine beiden Söhne, Clayton und Todd, zur Welt. Zu den besten Freunden Petersons und seiner Frau gehörten in jener Zeit Elizabeth und George Ratliff mit ihren beiden Töchtern Margaret und Martha. Nachdem zuerst George Ratliff während eines Einsatzes in Grenada ums Leben gekommen war und anschließend 1985 auch seine Frau Elizabeth gestorben war, wurde Peterson Vormund der beiden Mädchen. Nach der Scheidung Petersons von Patricia Sue 1987 blieben seine Söhne Clayton und Todd für einige Jahre bei ihr, während Margaret und Martha mit Peterson nach Durham zogen.
Nach seiner Rückkehr in die Vereinigten Staaten begann Peterson mit dem Schreiben. Er veröffentlichte mehrere Romane, die sich rund um den Krieg in Vietnam drehen. Ferner verfasste er in der lokalen Tageszeitung eine Kolumne über die Missstände innerhalb der Polizei und Stadtverwaltung von Durham, die ihm Kritik seitens einiger kommunalpolitischer Akteure einbrachte.
1989 zog Kathleen Atwater, eine erfolgreiche Managerin des kanadischen Kommunikationsunternehmens Nortel, zu Peterson. Nach ihrer Hochzeit 1997 zog auch Kathleens junge Tochter Caitlin nach Durham, so dass die Familie schließlich aus Peterson und seiner Frau sowie den Kindern Clayton, Todd, Martha, Margaret und Caitlin bestand.
In dieser Zeit unternahm Peterson mehrmals den Versuch, ein politisches Amt zu gewinnen. Sowohl seine Kandidatur um den Posten des Bürgermeisters von Durham als auch seine Kandidatur um einen Sitz im Stadtrat scheiterten.

## Mordprozess
Am 10. Oktober 2003 wurde Peterson im bis dahin längsten Gerichtsprozess in der Geschichte von North Carolina wegen Mordes an seiner Ehefrau Kathleen zu lebenslanger Haft ohne Möglichkeit auf Bewährung verurteilt. Der Fall erreichte breites Medienecho und kam unter anderem auch in der Fernsehreihe Medical Detectives im zweiten Abschnitt der Episode 135 (Eine Frage der Glaubwürdigkeit, im Original A Novel Idea) vor. In den meisten Sendeformaten wurde vorwiegend die Sichtweise der Anklage präsentiert. Peterson soll demnach seine Frau mit einem stumpfen Gegenstand erschlagen haben und den Mord als Treppensturz inszeniert haben. Als Motiv wurde vermehrt Kathleens hohe Lebensversicherung angegeben sowie die Möglichkeit, dass sie etwas über seine bisexuelle Neigung herausgefunden haben könnte, die er vor seiner Familie verheimlichte.
Die Dokumentation The Staircase zeigt den Fall vornehmlich aus Petersons Sicht und begleitet ihn während des gesamten Gerichtsprozesses. Die Aufnahmen begannen wenige Wochen nach dem Tod seiner Frau 2001 und endeten mit seiner Verurteilung. Während des Gerichtsprozesses wurde auch eine Verbindung zum Tod von Elizabeth Ratliff hergestellt: Sie wurde 1985 in Gräfenhausen in Deutschland ebenfalls tot an einer Treppe aufgefunden, als Peterson in Deutschland stationiert war. Die letzte Person, die sie lebend gesehen haben soll, war Peterson.
Nachdem bekannt wurde, dass ein Blutspurenexperte, der im ersten Verfahren ein maßgeblicher Zeuge der Anklage war, wegen zahlreicher falscher Gutachten in Gerichtsprozessen von den staatlichen Ermittlungsbehörden entlassen worden war, wurde von den Anwälten Petersons ein neues Verfahren angestrengt. Im Dezember 2011 erhielt Peterson ein neues Verfahren zugesprochen. Er wurde nach Hinterlegung einer Kaution in Höhe von 300.000 US$ aus dem Gefängnis entlassen und unter Hausarrest gestellt. Er musste anfangs eine elektronische Fußfessel tragen, wurde von dieser Pflicht am 8. Juli 2014 allerdings entbunden, nachdem der Oberste Gerichtshof von North Carolina es im Dezember 2013 abgelehnt hatte, die Entscheidung auf Neuansetzung des Verfahrens aufzuheben.
Im November 2016 wurde der Beginn eines neuen Verfahrens für den 8. Mai 2017 festgesetzt. Am 22. Februar 2017 wurde zwischen seinen Anwälten und der Anklage eine Verfahrensabsprache getroffen. Peterson beteuert weiterhin seine Unschuld, bekannte sich jedoch vor Gericht des Mordes 2. Grades (vergleichbar mit Totschlag) für schuldig, um den Fall ad acta legen lassen zu können. Er wurde schließlich zu der Haftstrafe verurteilt, die er bereits verbüßt hatte, und ist seitdem ein freier Mann.

## Rezeption
Neben der Dokumentation The Staircase wurde eine Miniserie produziert, die mit dem Titel The Staircase im Mai 2022 anlief. Die Rolle von Peterson übernahm hierin Colin Firth.

## Veröffentlichungen
- The Immortal Dragon, New American Library, 1983, ISBN 978-0451122452
- A Time of War, Pocket Books, 1990, ISBN 978-0671683030 (dt. Eine Zeit zum Töten, Übersetzung Michael Bischoff. Piper, 1991, ISBN 978-3492033770)
- A Bitter Peace, Pocket Books, 1995, ISBN 978-0671726966
- Charlie Two Shoes and the Marines of Love Company, mit David Perlmutt, Naval Institute Press, 1998, ISBN 978-1557506726
- Operation Broken Reed, mit Arthur L. Boyd, Da Capo Press, 2007, ISBN 978-0786720866
- Barely Breathing, Faith Publishing, 2016, ISBN 978-1681977003
- Cross The Bridge To My Words, Kindle Direct Publishing, 2018, ISBN 978-1983642166
- Behind The Staircase, Kindle Direct Publishing, 2019, ISBN 978-1796306927